# Marius Cocioran
Marius Iulian Cocioran (n. 10 iulie 1983, Reșița, Caraș-Severin, România) este un atlet român specializat în marș, legitimat la CS Universitatea Reșița.

## Carieră
Reșițeanul a reprezentat România la Jocurile Olimpice de vară din 2012 la proba 50 km marș, clasându-se pe locul 38. În martie 2015 a stabilit noul record național la această categorie, cu timpul 3:55:59, asigurându-se calificarea pentru Jocurile Olimpice de vară din 2016 de la Rio de Janeiro.
La Cupa Europeană de Marș din 2021 și-a îndeplinit baremul pentru Jocurile Olimpice, stabilind un nou record național cu un timp de 3:55:29. La Tokio s-a clasat pe locul 24.

## Realizări
| An   | Competiție                            | Locație                  | Loc | Eveniment  | Note    |
| ---- | ------------------------------------- | ------------------------ | --- | ---------- | ------- |
| 2012 | Cupa Mondială de marș                 | Saransk, Rusia           | 22  | 50 km marș | 3:57:55 |
| 2012 | Jocurile Olimpice                     | Londra, Marea Britanie   | 36  | 50 km marș | 3:57:52 |
| 2013 | Cupa Europeană de marș                | Dudince, Slovacia        | –   | 50 km marș | NT      |
| 2013 | Campionatul Mondial                   | Moscova, Rusia           | 39  | 50 km marș | 4:04:23 |
| 2014 | Campionatul European                  | Zürich, Elveția          | 22  | 50 km marș | 4:03:25 |
| 2015 | Cupa Europeană de marș                | Murcia, Spania           | 9   | 50 km marș | 3:55:59 |
| 2015 | Campionatul Mondial                   | Beijing, China           | –   | 50 km marș | NT      |
| 2016 | Campionatul Mondial de Marș pe echipe | Roma, Italia             | –   | 50 km marș | NT      |
| 2016 | Jocurile Olimpice                     | Rio de Janeiro, Brazilia | –   | 50 km marș | NT      |
| 2017 | Cupa Europeană de marș                | Poděbrady, Cehia         | 50  | 20 km marș | 1:31:22 |
| 2018 | Campionatul Mondial de Marș pe echipe | Taicang, China           | –   | 50 km marș | NT      |
| 2019 | Cupa Europeană de marș                | Alytus, Lituania         | 24  | 50 km marș | 4:04:04 |
| 2021 | Cupa Europeană de marș                | Poděbrady, Cehia         | 12  | 50 km marș | 3:55:29 |
| 2021 | Jocurile Olimpice                     | Tokio, Japonia           | 24  | 50 km marș | 4:01:43 |
| 2022 | Campionatul Mondial de Marș pe echipe | Muscat, Oman             | 44  | 20 km marș | 1:36:44 |
| 2022 | Campionatul Mondial                   | Eugene, Statele Unite    | 38  | 35 km marș | 2:43:27 |
| 2022 | Campionatul European                  | München, Germania        | –   | 35 km marș | NT      |

## Recorduri personale
| Probă      | Performanță | Dată             | Locație   |
| ---------- | ----------- | ---------------- | --------- |
| 20 km marș | 1:27:36     | 11 martie 2012   | Reșița    |
| 35 km marș | 2:38:00     | 30 ianuarie 2022 | Lepe      |
| 50 km marș | 3:55:29 RN  | 16 mai 2021      | Poděbrady |

## Legături externe
Materiale media legate de Marius Cocioran la Wikimedia Commons
- Marius Cocioran la Comitetul Olimpic și Sportiv Român (arhivat)
- en Marius Cocioran la World Athletics
- en Marius Cocioran la Olympedia.org
- en  Marius Cocioran Arhivat în 13 august 2021, la Wayback Machine. la olympics.com
- en  Marius Cocioran la athleticspodium.com